# Copper Center
Copper Center é uma Região censo-designada localizada no estado americano de Alasca, no Distrito de Valdez-Cordova.

## Demografia
Segundo o censo americano de 2000, a sua população era de 362 habitantes.

## Geografia
De acordo com o United States Census Bureau, a localidade tem uma área de 35,6 km², totalmente cobertos por terra.

## Localidades na vizinhança
O diagrama seguinte representa as localidades num raio de 32 km ao redor de Copper Center.